# Hain (Oybin)

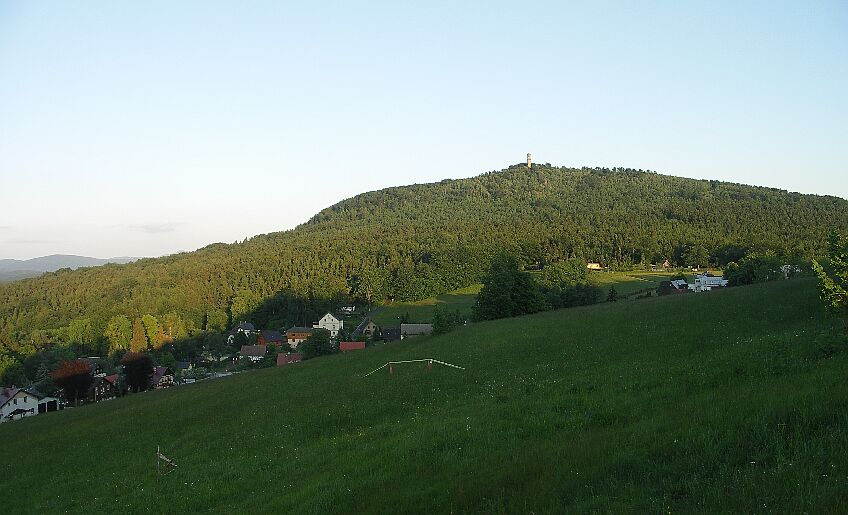
Hain mit Hochwald

Hain ist ein Ortsteil von Oybin im Südosten Sachsens an der Grenze zu Tschechien im Landkreis Görlitz.

## Geographie
Hain liegt am Fuße des Johannissteins an der Passstraße zwischen dem Ortskern von Oybin und den tschechischen Nachbarorten Krompach und Valy am Nordhang des Hochwaldes im Zittauer Gebirge. Eine weitere Straße führt von Jonsdorf in den Ort. Das Gebirgsdorf breitet sich auf einer Höhe von 575 bis 520 m ü. NN aus.
Von fast allen Punkten des Ortes hat man Ausblicke auf das Zittauer Becken, den Hauptort Oybin mit der Burgruine auf dem Berg Oybin sowie vom Pass an der Grenze zu Tschechien ins Lausitzer Gebirge.

## Geschichte

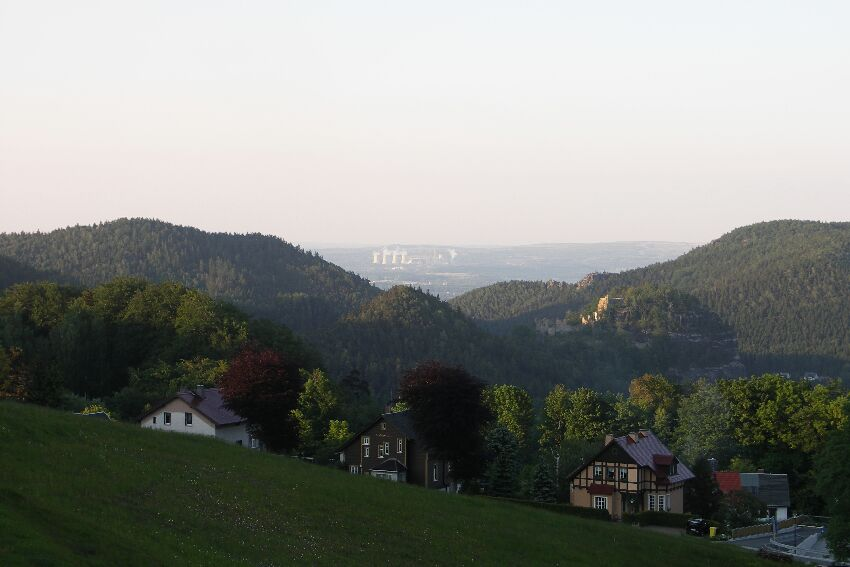
Blick über Hain nach Oybin

In alten Urkunden ist die Siedlung unter den Bezeichnungen Henügen sowie der Heun zu finden. Daraus wurde später Heyn, Hayn, zwischenzeitlich 1732 Hahn und 1759 wieder Hayn, bevor sich der heutige Name Hain manifestierte.
1561–1566 wurden durch Benno von Salze Gärtner angesiedelt, nach Rodung von Ratswald der Stadt Zittau zählte man um 1800 bereits 26 Häuser. Im 19. Jahrhundert kamen nach dem Bau der Straße nach Jonsdorf einige Villen hinzu. 1834 hatte Hain 138 Einwohner.
Die Bewohner waren Hausweber, Waldarbeiter und Steinbrecher der nahen Mühlsteinbrüche. Ab dem späten 19. Jahrhundert wuchs die touristische Bedeutung von Hain. So entstand unter anderem 1880 das Gasthaus auf dem Johannisstein, weitere Bauden und Pensionen folgten. Auch heute hat der Fremdenverkehr eine große Bedeutung im Ort.
Zu Zeiten der DDR gab es in Oybin-Hain ein Kinderheim, das etwa 2003 geschlossen wurde.
Die Grenze zu Tschechien verläuft in Hain teilweise kurios, so zum Beispiel in der Mitte der Passstraße sowie zwischen bebauten Grundstücken hindurch.

## Wanderziele und Naturdenkmale
- Kelchstein
- Mühlsteinbrüche
- Hochwald mit Aussichtsturm und 2 Bergbauden
- Jánské kameny (Johannisstein)
- Sokol (Lausitzer Gebirge) (Falkenberg)

## Persönlichkeiten
Mit Hain verbunden sind:
- Heinz Eggert (* 1946), CDU-Politiker, sächsischer Innenminister a. D.